# Putna
Putna è un comune della Romania di 3 751 abitanti, ubicato nel distretto di Suceava, nella regione storica della Bucovina.
Il comune è formato dall'unione di due villaggi: Gura Putnei e Putna.

## Il Monastero di Putna
Il Monastero di Putna è uno dei più importanti complessi monastici ortodossi della Romania. Venne fatto edificare da Ştefan cel Mare tra il 1466 ed il 1469 per celebrare la sua vittoria sugli Ottomani a Kilia (oggi una città dell'Ucraina) nel 1465.
Completato in soli tre anni, il monastero dovette però attendere un altro anno prima di venire consacrato, in quanto il Principe era impegnato in altri scontri con gli Ottomani: la cerimonia di consacrazione avvenne il 3 settembre 1470, alla presenza di Ştefan cel Mare e di tutta la sua famiglia.
Secondo alcune cronache il sito del monastero era in precedenza occupato da una fortezza ed il Principe, per dotarlo di una rendita, acquistò il villaggio di Vicovu de Sus per fargliene dono.
La chiesa attuale venne praticamente ricostruita tra il 1653 ed il 1662 ad opera del Principe Vasile Lupu e dei suoi successori.
Oggi il Monastero di Putna è un'attrattiva turistica, sia per la sua importanza artistica sia per il fatto che ospita la tomba di Ştefan cel Mare e di molti membri della sua famiglia.

## Immagini del Monastero di Putna

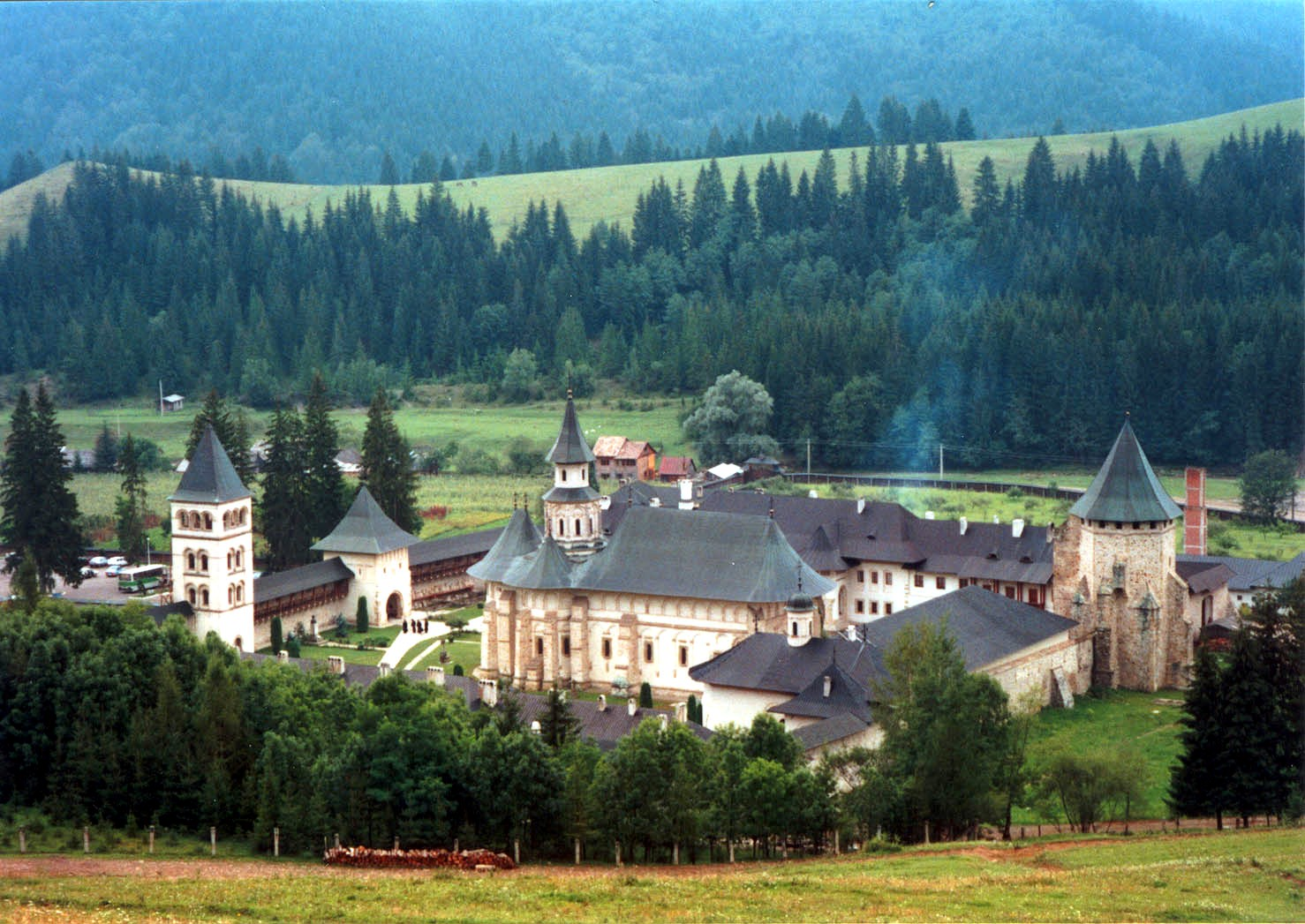
Veduta d'insieme della città
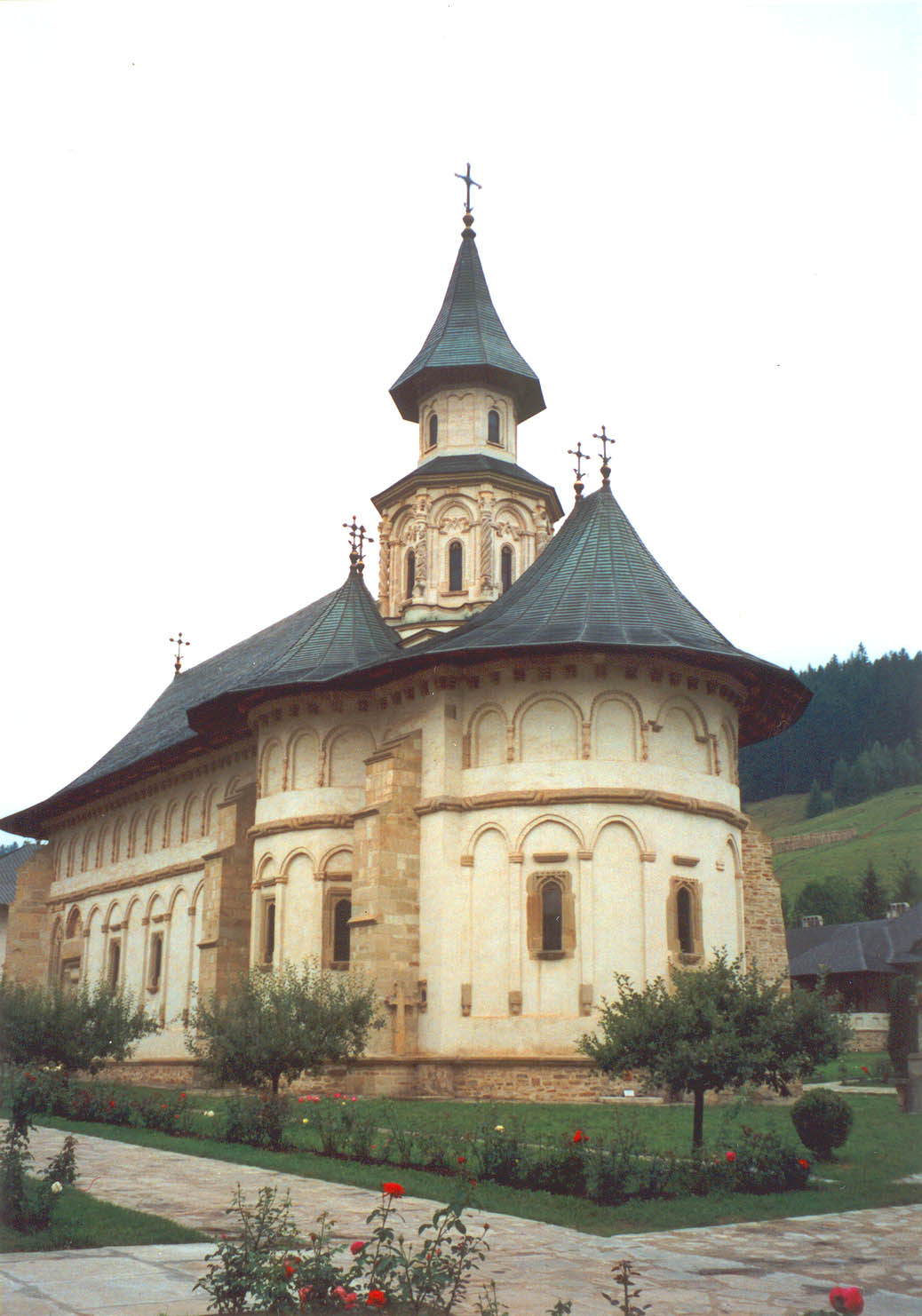
Veduta dell'abside della chiesa
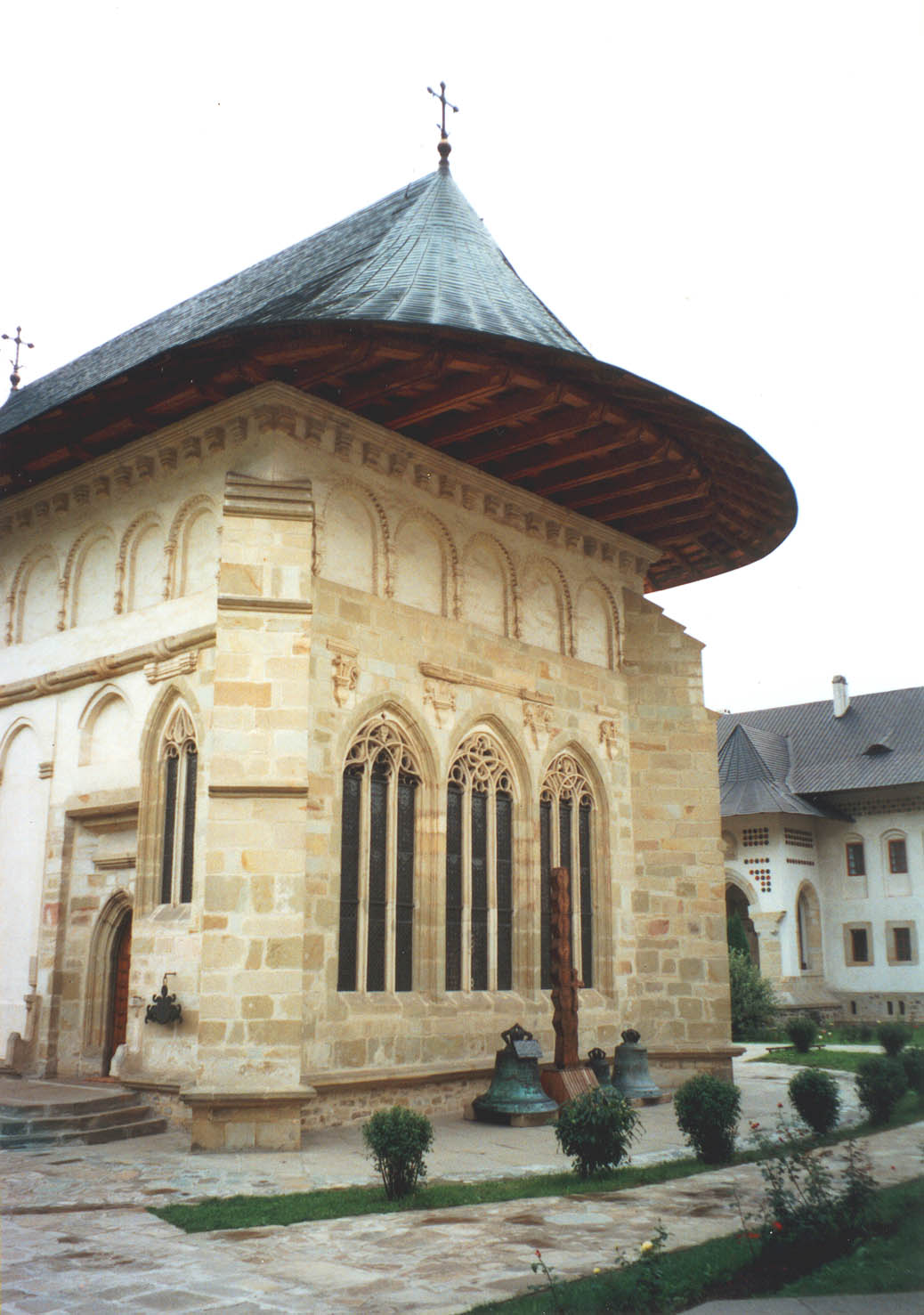
Veduta della facciata della chiesa
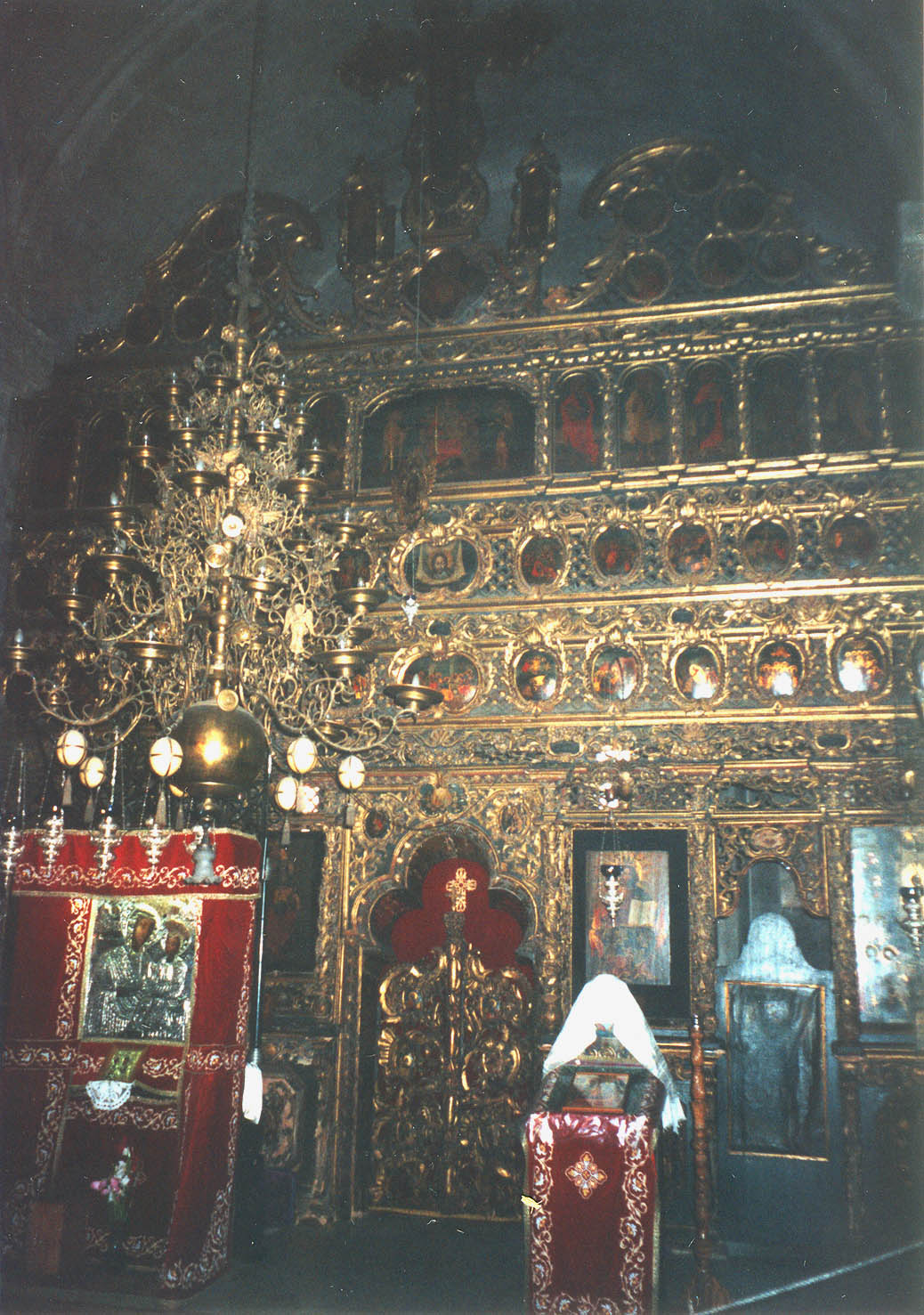
L'iconostasi
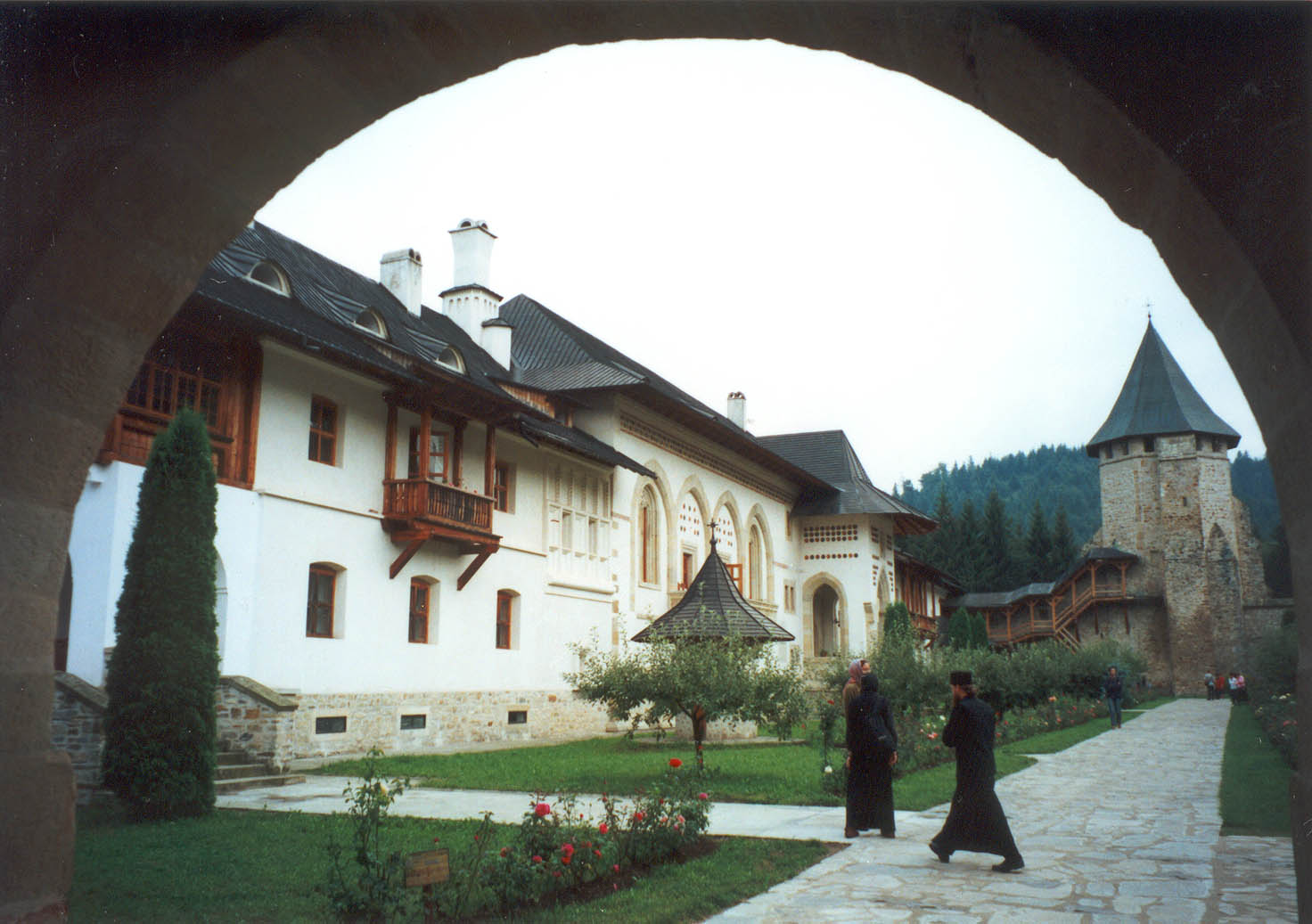
L'edificio che ospita i monaci
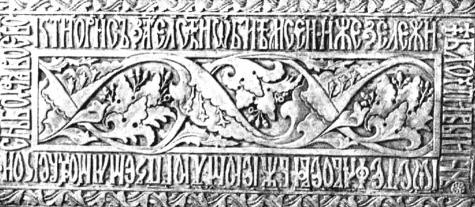
La pietra tombale di Ştefan cel Mare